# Сербеллони, Фердинанд
Фердинанд Сербеллони, герцог ди Сан-Габрио (1788, Милан — 7 мая 1858, Белладжо) — австрийский генерал от кавалерии итальянского происхождения, гранд Испании 1-го класса, командир корпуса при подавлении Венгерской революции в середине XIX века.

## Биография
Выходец из итальянской аристократической семьи Сербеллони, некоторые представители которой состояли на австрийской военной службе. В 1800 году в возрасте 12 лет поступил фанен-юнкером в австрийский 10-й драгунский полк. В 1805 году, в ходе Войны третьей коалиции, сражался в Италии против французов. В 1807 году вышел в отставку с австрийской военной службы и поступил в армию наполеоновского Королевства Италия.
Сражался под знамёнами Наполеона в 1807—1814 годах. Шевалье ордена Почётного легиона, шевалье наполеоновского ордена Железной короны. После Реставрации Бурбонов не позднее 1815 года повторно поступил на австрийскую службу. Полковник и командир 2-го гусарского полка (1819). Генерал-майор и командир кавалерийской бригады (1828). Фельдмаршал-лейтенант (генерал-лейтенант) и начальник дивизии (1835).
В ходе подавления Венгерского восстания, Сербеллони в октябре 1848 года получил под своё командование резервный корпус в армии фельдмаршала Виндишгреца. 1 апреля 1849 ода вышел в отставку с производством генералы от кавалерии.
Когда император Австро-Венгрии Франц Иосиф в 1857 году посетил Ломбардию, Сербеллони, находившийся в отставке, был награждён австрийским орденом Железной Короны I степени.